# Фелісіте (фільм)
«Фелісіте» (фр. Félicité) — міжнародно-спродюсований фільм-драма 2017 року, поставлений сенегальським режисером Аленом Гомісом. Прем'єра стрічки відбулася 11 лютого 2017 року на 67-му Берлінському міжнародному кінофестивалі, де вона брала участь в основний конкурсній програмі, здобувши Гран-прі журі — «Срібний ведмідь». Фільм було висунуто від Сенегалу на здобуття премії «Оскар» 2018 року в категорії «Найкращий фільм іноземною мовою». Він став першим сенегальським фільмом, що претендує на цю номінацію.

## Сюжет
Фелісіте — горда і незалежна жінка, яка працює співачкою в барі в Кіншасі. Кожен раз, коли вона виходить на сцену, здається, що вона залишає цей світ і свої повсякденні турботи позаду. Її глядачі швидко заражаються ритмом її музики та потужними, меланхолічними мелодіями. Життя Фелісете змінюється, коли її 14-річний син потрапляє на мотоциклі в аварію. Поки він знаходиться в лікарні, жінка відчайдушно намагається зібрати гроші, необхідні для дорогої операції. Один із завсідників бару, ловелас на ім'я Табу, пропонує Фелісіте свою допомогу. Вона неохоче, але погоджується. Попри те, що Табу стає нестерпним, коли вип'є, поступово між ним і Фелісіте зав'яжеться роман.

## У ролях
| Веро Тшанда Бея Мпуту | … | Фелісіте  |
| Гаетан Клодія         | … | Само      |
| Папі Мпака            | … | Табу      |
| Надін Ндебо           | … | Гортензія |

## Знімальна група
- Автор сценарію — Ален Гоміс
- Режисер-постановник — Ален Гоміс
- Продюсери — Арно Доммерк, Ален Гоміс, Жорж Шукер
- Композитор — The Kasaï Allstars
- Оператор — Селін Бозон
- Монтаж — Фабріс Руа
- Художник-постановник — Оумар Салл

## Нагороди та номінації
| Список нагород та номінацій             | Список нагород та номінацій | Список нагород та номінацій                 | Список нагород та номінацій | Список нагород та номінацій | Список нагород та номінацій |
| Кінопремія                              | Дата церемонії              | Категорія                                   | Номінант(и)                 | Результат                   | Дж                          |
| --------------------------------------- | --------------------------- | ------------------------------------------- | --------------------------- | --------------------------- | --------------------------- |
| Берлінський міжнародний кінофестиваль   | 18 лютого 2017              | Золотий ведмідь                             | Фелісіте                    | Номінація                   | [ 2 ]                       |
| Берлінський міжнародний кінофестиваль   | 18 лютого 2017              | Срібний ведмідь — Гран-прі журі             | Фелісіте                    | Перемога                    | [ 3 ]                       |
| Міжнародний кінофестиваль у Чикаго      | 2017                        | Золотий Г'юго за найкращий фільм            | Фелісіте                    | Номінація                   |                             |
| Міжнародний кінофестиваль у Чикаго      | 2017                        | Срібний Г'юго — Спеціальний приз журі       | Фелісіте                    | Перемога                    |                             |
| Стамбульський міжнародний кінофестиваль | 2017                        | Приз FACE за висвітлення Прав людини в кіно | Фелісіте                    | Перемога                    |                             |
| Премія Африканської кіноакадемії        | 2017                        | Найкращий режисер                           | Фелісіте                    | Номінація                   | [ 7 ]                       |
| Премія «Люм'єр»                         | 5 лютого 2017               | Найкращий фільм                             | Фелісіте                    | Номінація                   | [ 8 ]                       |
| Премія «Люм'єр»                         | 5 лютого 2017               | Найкраща режисерська робота                 | Ален Гоміс                  | Номінація                   | [ 8 ]                       |
| Премія «Люм'єр»                         | 5 лютого 2017               | Найкраща операторська робота                | Селін Бозон                 | Номінація                   | [ 8 ]                       |